# Grêmio Barueri Futebol
El Grêmio Barueri Futebol Ltda., Grêmio Barueri o simplemente Barueri es un club de fútbol de la ciudad de Barueri, en el Estado de São Paulo, Brasil. Fue fundado el 26 de marzo de 1989 y actualmente juega en el Campeonato Paulista. Originalmente con el nombre de Grêmio Recreativo Barueri, tras el cambio de municipio paso a llamarse Grêmio Prudente Futebol Ltda., o simplemente Gremio Prudente a fines del 2009. 
Esto fue dado tras desacuerdos con la ciudad de Barueri, que hicieron que el club trasladase sus últimos partidos del campeonato de aquel año a Presidente Prudente, a casi 600 kilómetros de donde el club originalmente se fundó.
Para la temporada 2010, el club se mudó definitivamente. En febrero, después de una reunión entre los directivos del club y la prefectura del municipio de Presidente Prudente, se definió el nuevo nombre para el equipo: Grêmio Prudente Futebol Ltda.

## Datos del club
- Participaciones en la Copa Sudamericana: 1 (2010)

Mejor posición: Segunda fase (2010)

## Participaciones internacionales
| Competencia           | Edición |
| --------------------- | ------- |
| Copa Sudamericana (1) | 2010.   |

### Por competición
| Torneo            | TJ | PJ | PG | PE | PP | GF | GC | DG | Puntos |
| ----------------- | -- | -- | -- | -- | -- | -- | -- | -- | ------ |
| Copa Sudamericana | 1  | 2  | 0  | 1  | 1  | 0  | 1  | -1 | 1      |
| Total             | 1  | 2  | 0  | 1  | 1  | 0  | 1  | -1 | 1      |

## Entrenadores
- Toninho Moura, Diego Cerri y Luiz Carlos Goiano (diciembre de 2008-febrero de 2009)[5][6]
- Diego Cerri y Luiz Carlos Goiano (febrero de 2009-marzo de 2009)[6][7]
- Estevam Soares (marzo de 2009-agosto de 2009)[7][8][9]
- Diego Cerri (interino, agosto de 2009-2009/2009-octubre de 2009)[10][11][12]
- Luiz Carlos Goiano (octubre de 2009-diciembre de 2009)[12][13]

## Palmarés

### Torneos estaduales
- Campeonato Paulista Série A2 (1): 2006
- Campeonato Paulista Série A3 (1): 2005